# Satanova synagoga
Satanova synagoga je pojem použitý na dvou místech novozákonní knihy Zjevení v dopisech raně křesťanským církvím ve Smyrně (Zj 2,9) a ve Filadelfii (Zj 3,9), které podle božího vnuknutí od Ježíše Krista napsal autor knihy Jan z Patmu. V obou případech se satanova synagoga staví proti poslání a poselství křesťanské církve. Jde tedy o Kristovo varování před těmi, kdo si říkají židé, ale nejsou jimi, protože jsou nástrojem Satana.

## Výklad pojmu
Pojem satanova synagoga byl v křesťanské teologii dlouho interpretován  protižidovským způsobem. Byl jím míněn judaismus obecně nebo alespoň místní židovská obec scházející se v synagoze a byl používán k ospravedlnění nenávisti vůči všem Židům.
Výklad slova synagoga ve výše uvedeném smyslu je výrazem křesťanských předsudků. Slovo synagoga nebylo v novozákonních dobách používáno takto omezeně. Pochází z řeckého „συναγωγη (synagógé) “, což znamená „shromáždění“, zatímco dnes máme pod tímto označením na mysli pouze modlitební dům židovské obce. Například v Listě Jakubově (Jk 2,2), napsaném řecky, je synagoga místem setkání křesťanské komunity.
Ani slovo Židé nemá v Novém zákoně zcela přesný význam. Tímto výrazem se v něm někdy označují křesťané židovského původu, zpravidla jde však o označení národní či náboženské příslušnosti. (Podle Pravidel českého pravopisu je nutno použít velké začáteční písmeno, pokud jde o národnost, a malé písmeno, pokud se jedná o odkaz na náboženství.) Tento rozdíl mezi etnickými Židy a věrnými židy lze nalézt například v Listu Římanům apoštola Pavla: Pravý žid není ten, kdo je jím navenek, a pravá obřízka není ta, která je zjevná na těle. (Ř 2,28). Pravý žid je ten, kdo je jím uvnitř, s obřízkou srdce, která je působena Duchem, nikoli literou zákona. Ten dojde chvály ne od lidí, nýbrž od Boha. (Ř 2,29).
Bohužel je velmi běžné, že se pojem satanova synagoga vytrhává z kontextu a po staletí se používá způsoby, které nikdy nebyly zamýšleny, zejména pro ospravedlnění tvrzení, že synagogy a judaismus podléhají Satanovi. V současné době se výraz zneužívá pro podporu všech druhů konspiračních teorií o tom, jak Židé řídí svět. Ve skutečnosti je tento pojem pevně zakotven v římském světě prvního století a odkazuje na konkrétní židovské komunity ve Smyrně a Filadelfii, které se nějakým způsobem stavěly proti křesťanské církvi.

## České překlady
Z výše uvedených důvodů se slovo synagoga v mnoha českých překladech nahrazuje slovem spolek, sběř atp:.
- Vím o skutcích tvých, i o ssoužení, a chudobě, (ale bohatý jsi), i o rouhání těch, kteříž se praví býti Židé, a nejsou, ale zběř satanova. (Zj 2,9).[6]
- Aj, dávámť z zběři satanovy ty, kteříž se praví býti Židé, a nejsou, ale klamají. Aj, způsobím to, žeť přijdou a budou se klaněti před nohama tvýma, a poznajíť, že jsem já tě miloval. (Zj 3,9).[7]
- Vím o tvém soužení a tvé chudobě, ale jsi bohat; vím, jak tě urážejí ti, kdo si říkají židé, ale nejsou, nýbrž je to spolek satanův. (Zj 2,9).[8]

Český ekumenický překlad Bible ale výraz satanská synagoga také použil, a to v překladu Zj 3,9.: Hle, dávám do tvých rukou ty, kdo jsou ze synagógy satanovy; říkají si židé, a nejsou, ale lžou. Hle, způsobím, že přijdou a padnou ti k nohám; a poznají, že já jsem si tě zamiloval..

### Další literatura
- PRZYBYSZEWKI, Stanisław, Satanova synagoga.  Brno: Yetti 1993.
- HITCHCOCK, Andrew Carrington. Satanova synagoga. Praha: Bodyart Press 2016.